# Allomicythus kamurai
Allomicythus kamurai Ono, 2009 è un ragno appartenente alla famiglia Gnaphosidae.
È l'unica specie nota del genere Allomicythus.

## Distribuzione
L'unica specie oggi nota di questo genere è stata rinvenuta in Vietnam.

## Tassonomia
Dal 2009 non sono stati esaminati altri esemplari, né sono state descritte sottospecie al 2015.